# Tegan and Sara
Tegan & Sara es una banda canadiense de indie pop, formado por las cantautoras y hermanas (gemelas idénticas), Tegan Rain Quin y Sara Keirsten Quin.

## Biografía
Tegan y Sara nacieron el 19 de septiembre de 1980, en Calgary, Alberta. Ambas son abiertamente lesbianas.

## Carrera musical
A la edad de 8 años empezaron a tomar lecciones de piano y poco después asistieron a The Royal Conservatory. Comenzaron a tocar bajo el nombre de PLUNK sin batería ni bajo. En 1997 empezaron a utilizar el estudio del colegio para grabar dos demos: Who's in Your Band? y Play Day. En 1998, ganaron la Garage Warz Battle of the Bands, una competición local en Calgary. Desde entonces, las dos han estado de gira con Neil Young, Rufus Wainwright, Kaki King, The Pretenders, Ben Folds, The Killers, Rachael Cantu, Vivek Shraya, Cake, Gogol Bordello, Hot Hot Heat, Ryan Adams, Veda Hille, Little Birdy, Iron On, Little Brazil y Weezer y dieron un concierto en el Lilith Fair de Sarah McLachlan. En 1999 firmaron un contrato con Vapor Records de Neil Young en Canadá y a través del mismo lanzaron el álbum This Business of Art en 2000. También firmaron contrato con Sire en Estados Unidos ya que su anterior casa discográfica, Sanctuary Records, no saca nueva música en Estados Unidos.
Cuando competían en la Garage Warz, se hacían llamar "Sara and Tegan" porque así fue como su madre las registro en la competición. Su primer álbum, Under Feet Like Ours, fue puesto a la venta inicialmente bajo el nombre "Sara and Tegan". Esas copias son ahora rarezas codiciadas por los fanes.
Cada gemela canta normalmente las canciones que escribe. No suelen cantar juntas en sus primeros álbumes, sin embargo, sí lo hacen en los últimos y en los conciertos.
Su quinto álbum, The Con, fue puesto a la venta el 24 de julio de 2007. Fue coproducido por Chris Walla de Death Cab for Cutie. Jason McGerr de Death Cab for Cutie, Matt Sharp de The Rentals, Hunter Burgan de AFI y Kaki King colaboran en el álbum.
Comenzaron a grabar su séptimo álbum de estudio, Heartthrob, a partir del 20 de febrero de 2012. Ocho canciones fueron producidas por Greg Kurstin. Joey Waronker contribuyó en la batería para estas canciones. Dos canciones fueron producidas por Mike Elizondo, con Victor Indrizzo en la batería, Josh López en guitarra y Dave Palmer en el piano. Las dos últimas canciones fueron producidas por Justin Meldal-Johnsen. El primer sencillo, "Closer", fue lanzado el 25 de septiembre de 2012 y alcanzó el número 13 en el Canadian Hot 100, número uno en el Hot Dance Club Songs de Billboard y el número 5 de Tus 25 de la emisora web mexicana Tu Dial.net, siendo su canción más exitosa en la región. El álbum fue lanzado el 29 de enero de 2013 y debutó en el número 3 del Billboard 200, siendo su mejor performance en las listas, vendiendo en su primera semana alrededor de 49 000 copias.

## Versiones y colaboraciones
En 2005, The White Stripes versionaron "Walking with a Ghost". La misma canción fue usada en un mashup bajo el nombre "Walking with a Ghost in Paris", que se convirtió en éxito después de que una influyente estación de radio[¿cuál?] de los Estados Unidos la pinchara.
En 2005 hicieron una versión de la versión que Cyndi Lauper hizo a la canción de Prince, "When You Were Mine".
En 2006 Tegan y Sara hicieron una versión de la canción de Bruce Springsteen "Dancing in the Dark" para una estación de radio australiana llamada Triple J que cuenta con un programa llamado "Like a Version". La canción salió en un disco recopilatorio de las canciones del programa.
Tegan colaboró en "The Alphabet" de Vivek Shraya, "Never Give Up" de Melissa Ferrick, "La Le La La" de Kinnie Starr, "Hey Kids" de David Usher, "Borne on The FM Waves of the Heart" de Against Me! y "Saturday" de Rachael Cantu.
En 2007 Sara colaboró con The Reason en "We're So Beyond This" y con Vivek Shraya en "Your Name". También colaboró con el rapero Theophilus London en "Why Even Try" y con Jonathan Coulton en "Still Alive".
En 2006 Tegan participó en la canción Borne on the FM waves of the Heart y en el videoclip del mismo, del grupo Against Me!
En 2007 Sara grabó una adaptación del tema de R.E.M "Sweetness Follows", del álbum Automatic for the People, en el Stereogum álbum Drive XV: A tribute to Automatic for the People, con anteriores colaboradores de Tegan and Sara Ted Gowans y Kaki King.
En 2007 Tegan and Sara tocaron una versión de la canción "Umbrella" de Rihanna
En 2008 Sara apareció en el video "Pull Me Out Alive" de Kaki King.
En 2008 Tiësto hace un remix de su tema "Back in your head".
En 2009 la canción "Creeping Out Sara" del álbum Coaster de NOFX hace referencia a cuando Fat Mike conoció a Sara. También en 2009 colaboraron con Tiesto para la canción llamada "Feel It In My Bones" del disco Kaleidoscope.
En 2010 participan en el disco Germs of Perfection, tributo a la banda de punk rock Bad Religion haciendo una versión del tema "Suffer".
En 2012, colaboraron con artistas de música electrónica. Trabajaron con el productor canadiense Morgan Page en la canción "Body Work", y con David Guetta en coproducción con el DJ y productor sueco Alesso en "Every Chance We Get We Run" incluido en Nothing but the Beat 2.0.
En 2017 colaboraron con All Time Low en la canción Ground Control del álbum de la banda, Last Young Renegade

## Televisión y películas
Tegan y Sara han tenido muchas apariciones televisivas, incluyendo el Canadian talk show, de Vicky Gabereau, "Ethnosonic" en la CityTV, The Late Show with David Letterman, The New Music y Brad TV de MuchMusic, Sonic Temple, Jonovision, Late Night with Conan O'Brien (en más de una ocasión), Jimmy Kimmel Live (23 de marzo de 2005) y The Late Late Show with Craig Kilborn (11 de noviembre de 2004). También tocaron "Monday, Monday, Monday" en ZeD, y en consecuencia la canción apareció en el 2003 en el CD ZeD: Live Off The Floor.
Aparecen en el penúltimo capítulo de la tercera temporada de The L Word de la cadena Showtime, en un recuerdo de Shane Mccutcheon, interpretada por la actriz Katherine Moennig, recordando una ida a un bar con su amiga fallecida Dana Fairbanks, caracterizado por la actriz Erin Daniels, la cual drogada sube al escenario en medio de la presentación.
Sus canciones han aparecido en muchas bandas sonoras, incluyendo las de las películas Monster-in-Law y Sweet November y en series de televisión como Anatomía de Grey, Ghost Whisperer, Veronica Mars, One Tree Hill, Vampire Diaries y la serie de MTV Awkward. En el canal The-N, su canción "The Con" sonó repetidamente entre programas.
En 2008, aparecieron en un programa de televisión para niños Pancake Mountain donde actuaron en un sketch y cantaron sus canciones "Back in Your Head", "Hop a Plane", y una versión acústica de "Walking with a Ghost". En 2010, aparecieron en Mamma Yamma de la cadena de televisión CBS, adaptando su sencillo "Alligator" en una canción para niños.

## Éxitos
Tegan y Sara han salido en un gran número de revistas y sus álbumes han sido incluidos en varias listas de "best of". A finales del 2003, fueron portada del número 49 de la revista ROCKGRL, que hacía un tributo en los dúos. En 2004, la revista Rolling Stone nombró su álbum So Jealous en su lista de los mejores 50 álbumes del año.
Tegan and Sara también fueron nominadas en el 2006 a un Juno Award por el álbum alternativo del año junto a Hot Hot Heat, Metric, The New Pornographers y Broken Social Scene. También fueron nominadas en el 2008 por el álbum alternativo del año junto a Arcade Fire, Wintersleep, Holy Fuck y Patrick Watson. El Juno del 2008 se celebrará el 6 de abril en Calgary, Alberta.
Recientemente, aparecieron en la portada de la edición del verano del 2007 de Under the Radar, la edición de marzo de 2008 de la revista Alternative Press Magazine y Spinner.com las colocó en el número siete en su lista de Women Who Rock Right Now.
En 2012 su canción "Closer" apareció en el spot de lanzamiento de la nueva temporada de realities y shows del canal VH1.
En 2020, su canción  "Make you mine this season" apareció en el film Happiest Season, dirigido por su amiga, actriz y productora Clea DuVall.
En 2022, se lanzará High School una adaptación de las memorias de Tegan y Sara durante su adolescencia queer en los 90s, antes de volverse el dúo indie-pop.

## Miembros del grupo

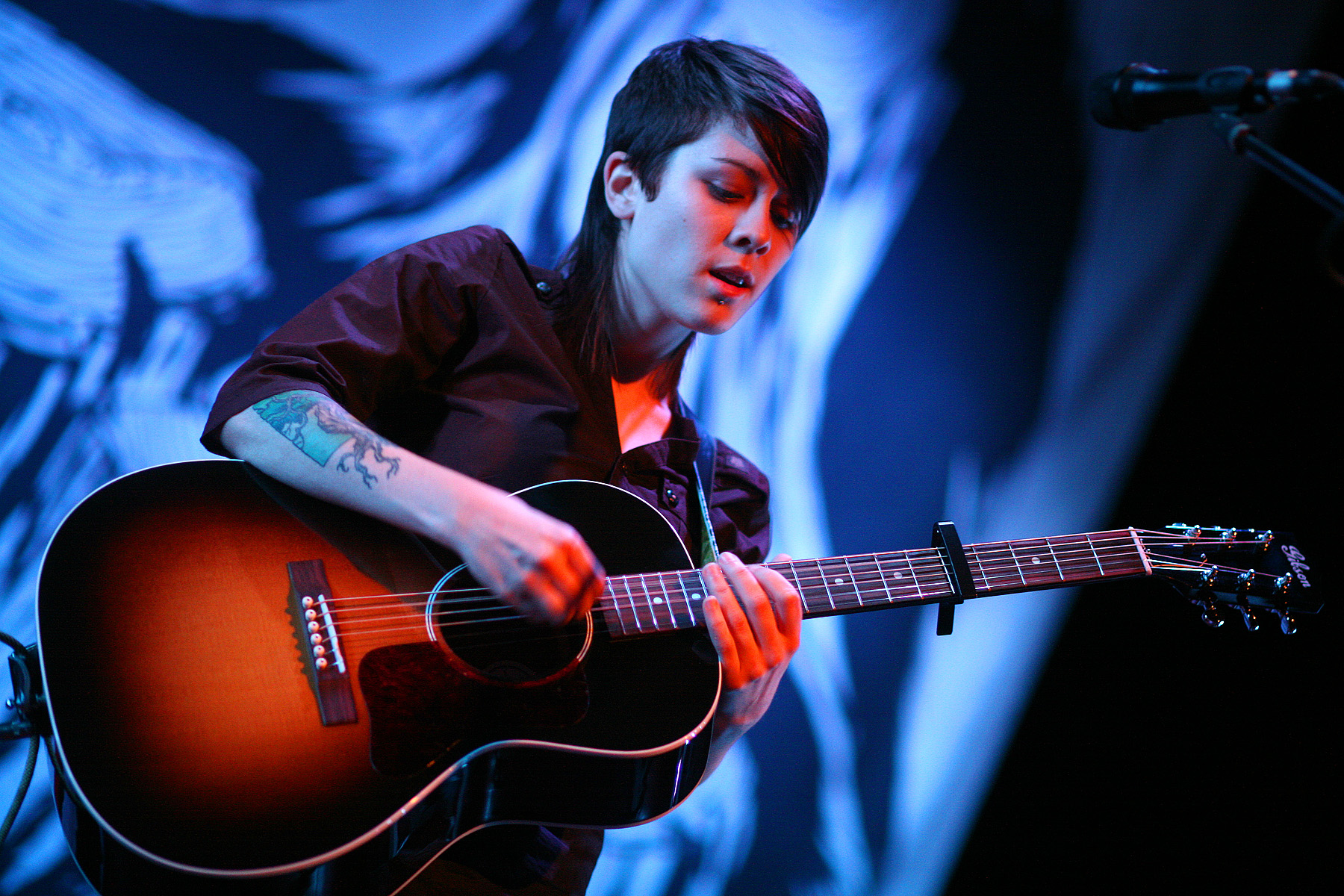
Tegan Quin en un concierto en Detroit, Míchigan.

- Tegan Quin – voz, música, letras, guitarra, piano, teclado.
- Sara Quin – voz, música, letras, guitarra, teclado y piano
- Edward "Ted" Gowans – guitarra y teclado
- Shaun Huberts – bajo
- Johnny "Five" Andrews – batería
- Dan Kelly – bajo (hasta el final del 2007)
- Chris Carlson – bajo (hasta el 2006)
- Rob Chursinoff – batería (hasta el 2005)

## Discografía

### Álbumes
- Yellow Demo (1998)
- Orange Demo (1998)
- Red Demo (1998)
- Under Feet Like Ours (1999)[3]
- This Business of Art (2000)
- If It Was You (2002)
- So Jealous (2004)
- The Con (2007)
- Sainthood (2009)
- Heartthrob (2013)
- Love You To Death (2016)
- Hey, I'm Just Like You (2019)
- Crybaby (2022)

### Sencillos
- "The First" (2000)
- "Time Running" (2003)
- "I Hear Noises" (2003)
- "Monday Monday Monday" (2003)
- "Walking with a Ghost" (2004)
- "Speak Slow" (2004)
- "Back in Your Head" (2007)
- "The Con" (2007)
- "Hell" (2009)
- "Closer" (2012)
- "I Was a Fool" (2013)
- "Goodbye, Goodbye" (2013)
- "Boyfriend" (2016)
- "U-turn" (2016)
- "100x" (2016)

### Colaboraciones
| Año  | Canción                      | Artista(s)   | Álbum                    |
| ---- | ---------------------------- | ------------ | ------------------------ |
| 2009 | "Feel It In My Bones"        | Tiësto       | Kaleidoscope             |
| 2010 | "Intervention"               | Margaret Cho | Cho Dependent            |
| 2012 | "Body Work"                  | Morgan Page  | In the Air               |
| 2012 | "Every Chance We Get We Run" | David Guetta | Nothing but the Beat 2.0 |
| 2017 | "Ground Control"             | All Time Low | Last Young Renegade      |

### Videos musicales
- "The First" (2000)
- "I Hear Noises" (2002, dirigido por Sean Michael Turrell)
- "Monday Monday Monday" (2003, dirigido por Christopher Mills)
- "Living Room" (2003, dirigido por Kaare Andrews)
- "Walking with a Ghost" (2004, dirigido por Troy Nixey)
- "Speak Slow" (2005, dirigido por Tegan Quin/Angela Kendall/Brian Dutkewich)
- "This is Everything" (Angela Kendall)[4]
- "Back in Your Head" (2007, dirigido por Jamie Travis)
- "The Con" (2007, dirigido por Suzie Vlcek)
- "Call It Off" (2008, dirigida por Angela Kendall)
- "Hell" (2009, dirigido por Jamie Travis)
- "Alligator" (2010)
- "On Directing" (2010, dirigido por Angela Kendall)
- "Northshore" (2010, dirigido por Angela Kendall)
- "CLOSER" (2012, dirigido por Isaac Rentz.)
- "I Was A Fool" (2013, dirigido por Shane C. Drake)
- "Goodbye, Goodbye" (2013, dirigido por Natalie Rae Robison)
- "Boyfriend" (2016, dirigido por Clea Duvall)

### DVD
- It's Not Fun, Don't Do It! (2006)
- The Con - The Movie (2007)[5]
- Tegan and Sara - Get Along (2011)

## Premios y nominaciones
| Año  | Trabajo Nominado         | Premio                                                                    | Resultado                               |
| ---- | ------------------------ | ------------------------------------------------------------------------- | --------------------------------------- |
| 2000 | Tegan and Sara           | YTV Band/Musical Group Achievement Award                                  | Ganaron                                 |
| 2003 | If It Was You            | Western Canadian Music Awards, Grabación POP revelación                   | Ganaron                                 |
| 2006 | So Jealous               | Juno Awards, Álbum alternativo del año                                    | Nominadas (ganaron Broken Social Scene) |
| 2007 | It's Not Fun Don't Do It | Juno Awards, DVD del año                                                  | Nominadas (ganó Sarah Harmer)           |
| 2008 | The Con                  | Juno Awards, Álbum alternativo del año                                    | Nominadas (ganó Arcade Fire)            |
| 2008 | The Con                  | Polaris Music Prize Longlist                                              | Nominadas                               |
| 2009 | "The Con"                | Studio8 Song of August 2009                                               | Ganaron                                 |
| 2010 | Sainthood                | Juno Awards, Alternative Album of the Year                                | Nominadas                               |
| 2010 | Sainthood                | Polaris Music Prize Shortlist                                             | Nominadas                               |
| 2010 | Tegan and Sara           | Western Canadian Music Awards, International Achievement Award            | Ganaron                                 |
| 2011 | Tegan and Sara           | Indie Awards, Group or Duo of the Year                                    | Nominadas                               |
| 2012 | Get Along                | Juno Awards, Music DVD of the Year                                        | Nominadas                               |
| 2013 | Get Along                | Premios Grammy de 2013, Edición 55°, Mejor video musical de formato largo | Nominadas (ganó Mumford & Sons)         |
| 2013 | "Body Work"              | MTV Woodie Awards, Tag Team Woodie                                        | Nominadas                               |
| 2013 | "Closer"                 | NewNowNext Awards, That's My Jam                                          | Nominadas                               |
| 2013 | "Closer"                 | Canadian Radio Music Awards, Best New Group - Dance/Urban/Rhythmic        | Ganaron                                 |
| 2013 | "Closer"                 | Much Music Video Awards, International Video of the Year by a Canadian    | Nominadas                               |
| 2013 | Heartthrob               | 2013 Polaris Music Prize Shortlist                                        | Nominadas                               |
| 2013 | Tegan and Sara           | 2013 MTV Europe Music Awards Best Canadian Act                            | Nominadas                               |
| 2014 | Tegan and Sara           | GLAAD Media Awards Outstanding Music Artist                               | Ganaron                                 |
| 2014 | Heartthrob               | Juno Awards, Álbum pop del año                                            | Ganaron                                 |
| 2014 | Tegan and Sara           | Juno Awards, Group of the Year                                            | Ganaron                                 |
| 2014 | Closer                   | Juno Awards, Single of the Year                                           | Ganaron                                 |
| 2014 | Tegan and Sara           | Juno Awards, Songwriter of the Year                                       | Nominadas                               |
| 2014 | Tegan and Sara           | Canadian Radio Music Awards, Best New Group/Solo Artist - Mainstream AC   | Ganaron                                 |
| 2014 | Closer                   | Canadian Radio Music Awards, SOCAN Song of the Year                       | Nominadas                               |
| 2014 | Tegan and Sara           | Canadian Radio Music Awards, Fans' Choice                                 | Nominadas                               |
| 2014 | Goodbye, Goodbye         | Much Music Video Awards, Pop Video of the Year                            | Nominadas                               |